# Трасилико (Лука)
Трасилико је насеље у Италији у округу Лука, региону Тоскана.
Према процени из 2011. у насељу је живело 102 становника. Насеље се налази на надморској висини од 692 м.